# Françoise Mezière
Françoise Mezière (née le 25 août 1745 à Mézangers et morte le 5 février 1794 à Laval), est une enseignante française. Elle est commémorée le 5 février selon le Martyrologe romain. 

## Biographie
Elle n'appartenait à aucune congrégation religieuse. Elle avait été seulement pensionnaire chez les sœurs de La Chapelle-au-Riboul. Elle avait pu s'y former au soin des pauvres et à l'éducation des enfants. 
Il y avait à Saint-Léger une petite fondation pour une maîtresse d'école qui lui est confiée comme sœur de charité. Après la bataille du Mans, deux Vendéens avaient pénétré jusqu'aux bois de Montecler, peu éloignés de Saint-Léger. Françoise Mezière, informée de leur position, se rendit auprès d'eux, leur procura une sorte de logement dans une misérable cabane. Elle pansa le blessé et pourvut pendant plusieurs jours à la subsistance des deux Vendéens. 
Découverts et arrêtés, on sut que Françoise Mézière leur avait donné des soins, et était considérée comme complice des ennemis de la patrie. Elle est condamnée à mort le 5 février 1794 par la Commission militaire révolutionnaire du département de la Mayenne, en même-temps que quatre individus qui lui étaient complètement étrangers. 
| Jugement de la commission militaire révolutionnaire du 17 pluviôse an II.... La commission révolutionnaire déclare: Françoise Mezière, ci-devant sœur de charité de la commune de Saint-Léger (Mayenne), atteinte et convaincue d'avoir, pendant neuf jours, nourri deux brigands réfugiés eu une loge, et même pansé religieusement les blessures d'un (sic) et lui avoir procuré tous les secours dont elle était capable. En conformité du refus de prestation de serment de fidélité aux lois de la patrie, d'avoir, comme une autre vipère de l'engeance sacerdotale, vomi mille fois les invectives les plus outrageantes contre le système républicain. La commission condamne à mort. Et sera le présent jugement exécuté sur le champ. |

Le pape Pie XII béatifie Françoise Mezière avec les 14 martyrs de Laval le 19 juin 1955, en même temps qu'un curé et trois religieuses également guillotinés en 1794.

## Sources partielles
- Isidore Boullier, Mémoires ecclésiastiques concernant la ville de Laval et ses environs.